# Lenne (album)
Pour les articles homonymes, voir Lenne.
Albums de Akosh S. Unit
Kebelen
(2001) Vetek
(2003)
Lenne est un album du groupe de jazz Akosh S. Unit, paru en 2002 chez Universal Music.
C'est le deuxième opus de la trilogie free jazz Kebelen, Lenne et Vetek réalisée entre 2000 et 2003, du groupe mené par le hongrois Akosh S.. Lenne signifie en hongrois «  il serait, il pourrait être ».

## Les musiciens
- Akosh Szelevényi
- Joe Doherty
- Bernard Malandain
- Philippe Foch
- Mokhtar Choumane dans le morceau Nélkül

## Les titres
- Adatott (11:23)
- Pillanat (16:09)
- Nélkül I (6:09)
- Nélkül II (6:36)
- Nélkül III (5:28)
- Nélkül IV (2:53)
- Felfele (9:13)